# Paul Baker
Paul Baker (26 aprile ...) è un attore e cantante britannico.
Nel 2003 ha vinto il Laurence Olivier Award alla miglior performance in un ruolo non protagonista in un musical per Taboo.